# Maybach 62
O Maybach 62 é um modelo superluxuoso da Maybach. Também tem uma versão esportiva denominada 62S.